# 新孔達科韋
47°0′7″N 32°50′25″E / 47.00194°N 32.84028°E
新孔達科韋（烏克蘭語：Новокондакове），是烏克蘭南部的村莊，隸屬尼古拉耶夫州的巴什坦卡區。該村面積0.62平方公里，海拔高度34米，2001年人口530，人口密度每平方公里854.8人。